# Idera Software
Idera, Inc. — международная компания, производящая системы и приложения для Windows и серверов Linux. Главный офис находится в Хьюстоне, также есть офисы в Австралии, Австрии и Великобритании. Idera специализируется на управлении и мониторинге серверов, также на приложениях для малых и средних компаний.

## История
Idera основана Риком Плецко (англ. Rick Pleczko) как «BBS Technologies» в 2000 году. Компания предлагала линейку продуктов для бекапов серверов под названием Idera, конкурируя с Imceda и, позже, Red Gate Software.
В конце сентября 2007 BBS приобрела провайдера веб хостингов резервного копирования R1Soft. Она просуществовала как отдельное подразделение до 2012, пока их продукт непрерывной защиты данных не был включён в линейку продуктов Idera Server Backup 5.0. Эта реструктуризация произошла вместе с переходом на новую модель продаж «pay-as-you-go».
Официально компания сменила название на «Idera, Inc.» в январе 2012. В июле 2013 Idera купила Precise Software, которая занималась разработкой продуктов для профессионалов в области ИТ. Линейка продуктов Precise не была закрыта, сайт и бренд были отделены от Idera также, как и раньше.
В то же время Idera также купила CooperEgg — SaaS приложение, специализирующееся на мониторинге серверов. Idera продала свой бизнес SharePoint компании Metalogix в октябре 2013.
В сентябре 2014 Idera была приобретена TA Associates.
Продукт Idera «Uptime Infrastructure Monitor» получил хорошую оценку от журнала PC Magazine в 2015 году.

## Продукты
Idera создаёт инструменты для поддержки и дополнения возможностей Microsoft SQL Server, включая SQL Diagnostic Manager, SQL Doctor и SQL Elements. Компания также предлагает сервер резервного копирования SaaS «Server Backup Manager» (ранее известного как R1Soft CDP), который позволяет хостинг провайдерам предлагать своим клиентам непрерывную защиту бекапов. Также предлагается несколько утилит для повышения эффективности, создания резервных копий и диагностики серверов SQL, а также для Windows PowerShell.

## Признание в обществе
Программные продукты Idera имеют множество наград в среде SQL серверов и сообщества ИТ в целом. SQL Toolbox выиграла несколько наград TechEd; некоторые SQL сервера были выбраны в категории «SQL Server Pro Community Choice». Бесплатная утилита PowerShell Plus широко используется в сообществе профессионалов в сфере Windows IT.